# حركة باكستان
حركة باكستان أو تحريك باكستان هي حركة سياسية برزت في النصف الأول من القرن العشرين، وسعت إلى تأسيس دومنيون باكستان في المناطق ذات الأغلبية المسلمة من الهند البريطانية، ونجحت في مسعاها.
نشأت حركة باكستان انطلاقًا من حركة عليكرة التي دعت لإنشاء نظام حديث لتعلم المسلمين في الهند البريطانية، ونتيجة ما سبق، بدأت الهوية السياسية العلمانية بالتشكل لدى المسلمين في الهند البريطانية. بعد ذلك بفترة قصيرة، نشأت رابطة مسلمي عموم الهند، وهي التي تُعتبر بداية تأسس حركة باكستان. تلقى العديد من نخبة زعماء الحركة تعليمهم في بريطانيا العظمى، ومعظمهم درس في جامعة عليكرة الإسلامية. التحق بهم أيضًا العديد من خريجي جامعة دكا.
كانت حركة باكستان جزءًا من حركة الاستقلال الهندية، لكنها سعت في نهاية المطاف إلى تأسيس دولة قومية جديدة تحمي المصالح السياسية للمسلمين الهنود.
يعتقد الكثيرون أن المجتمع الإسلامي في الأقاليم ذات الأقليات المسلمة والأقاليم المتحدة وإقليم بومباي، هو الدافع المحرّك لحركة باكستان، وليس الأقاليم ذات الأغلبية المسلمة. يُعتبر ترسيم الحدود والديموغرافيات السكانية للهند وباكستان وبنغلادش (باكستان الشرقية سابقًا) أحد أهم إنجازات حركة باكستان.

## تاريخ الحركة

### خلفية تاريخية
خلال هذه الفترة، أدت إصلاحات اللورد ماكولي التعليمية المتطرفة والقوية إلى عدد من التغيرات المتعلقة بفرض تعليم اللغات الغربية (كالإنجليزية واللاتينية مثلًا) والتاريخ والفلسفة.   حُظرت الدراسات الدينية واللغات العربية والتركية والفارسية في جامعات الحكومة، وخلال فترة زمنية قصيرة، لم تصبح اللغة الإنجليزية لغة التعليم الاعتيادية فحسب، بل أصبحت اللغة الرسمية في عام 1835 لتحلّ محلّ الفارسية، ما أضر بالأشخاص الذين يعتمد عملهم على الفارسية.
لم يدعم التاج البريطاني الدراسات الإسلامية والهندوسية التقليدية، وفقدت العديد من المدارس الإسلامية نظام الوقف.

### رؤية عصر النهضة
لم ترسل سوى قلة قليلة من المسلمين أولادَها إلى الجامعات الإنجليزية. في المقابل، دفعت تأثيرات النهضة البنغالية بالشعب الهندوسي إلى الحصول على التعليم وكسب مناصب مغرية في مجال الخدمة المدنية الهندية، وترقى العديد من الهندوس إلى مناصب حساسة في الحكومة البريطانية.

### بروز الحركة المنظمة
تأسست رابطة مسلمي عموم الهند إثر نجاح المؤتمر التعليمي الإسلامي لعموم الهند، وتأسس الأول بمساعدة السيد أحمد خان عام 1906. تأسست الرابطة في دكا استجابة على إعادة دمج البنغال عقب مظاهرة هندوسية ضخمة وقعت في شبه القارة الهندية. سابقًا في عام 1905، قسّم الحاكم العام للهند، اللورد كرزون، البنغال التي أراد المسلمون الحصول عليها لاحتوائها أغلبية مسلمة ووقوعها في الشطر الشرقي.
في عام 1909، أعلن اللورد منتو عن قرار المجالس الهندية، والتقى بالبعثة المسلمة التي قادها آغا خان الثالث للقاء اللورد منتو، وتلك صفقة وافق عليها منتو. تألفت البعثة من 35 عضوًا، مثّل كل واحد منهم منطقته تناسبيًا (بالمحاصصة)، أدناه أسماء هؤلاء الأعضاء:
1. السيد آغا خان (رئيس البعثة) (ممثل بومباي)
2. نواب محسن الملك (عليكرة)
3. نواب وقر الملك (مرادآباد)
4. مولوي حافظ حكيم أجمل خان (دلهي)
5. مولوي سيد كرامات حسين (الله آباد)
6. مولوي شريف الدين (باتنا)
7. نواب سيد سردار علي خان (بومباي)
8. سيد عبد الرؤوف (الله آباد)
9. مولوي حبيب الرحمن خان (عليكرة)
10. صاحب زادة أحمد خان (عليكرة)
11. عبد السلام خان (رامبور)
12. ريس محمد احتشام علي (لكناو)
13. خان بهادور محمد مزامل الله خان (عليكرة)
14. حجي محمد إسماعيل خان (عليكرة)
15. شاه زادة بختيار شاه (كلكتا)
16. مالك عمر حياة خان تيوانا (شاهبور)
17. خان بهادور محمد شاه دين (لاهور)
18. خان بهادور سيد نواب علي شوداري (ميمينسينغ)
19. نواب بهادور ميرزا شجاعات علي بيك (مرشد آباد)
20. نواب ناصر حسين خان بهادور (باتنا)
21. خان بهادور سيد أمير حسان خان (كلكتا)
22. سيد محمد إمام (باتنا)
23. نواب سرفراز حسين خان بهادور (باتنا)
24. مولوي رفيع الدين أحم (بومباي)
25. خان بهادور أحمد محي الدين (مدراس)
26. إبراهيم بهائي آدمجي برباي (بومباي)
27. مولوي عبد الرحيم (كلكتا)
28. سيد الله داد شاه (خيربور)
29. مولانا مالك (ناغبور)
30. خان بهادور، العقيد عبد المجيد خان (باتيالا)
31. خان بهادور خواجة يوسف شاه (أمريتسار)
32. خان بهادور ميان محمد شافي (لاهور)
33. خان بهادور شيخ غلام صديق (أمريتسار)
34. سيد نبيل الله (الله آباد).
35. خليفة سيد محمد خان بهادور (باتنا).[16]

ظلت رابطة المسلمين منظمة حكرًا على نخبة المسلمين الهنود حتى عام 1937. عندها بدأت قيادة الرابطة حركة تعبئة ضخمة، وأصبحت الرابطة حزبًا شعبيًا يضم جموعًا من المسلمين في أربعينيات القرن الماضي، تحديد عقب قرار لاهور. تحت قيادة محمد علي جناح، ازداد عدد أعضاء الرابطة ليتجاوز حاجز المليونين، وأصبحت الرابطة أكثر تدينًا، وتنامت النزعة الانفصالية في وجهات نظرها. كانت الأقاليم المتحدة القاعدة الأولى لرابطة المسلمين. منذ عام 1937 وما بعد، جذبت الرابطة ومحمد علي جناح حشودًا ضحمة على طول الهند، من خلال مواكب المظاهرات والاحتجاجات. 

### قرار لاهور
في مؤتمر رابطة المسلمين عام 1940 المنعقد في لاهور، قال جناح: «يختلف الهندوس عن المسلمين بالديانة والفلسفات والتقاليد الاجتماعية والأدب... من الواضح أن كلّ منهما يستقي إلهامه من مصادر تاريخية مختلفة. لدى المسلمين والهندوس ملاحم تاريخية مختلفة، وأبطالٌ وحوادثٌ مختلفة أيضًا... فزجُّ هاتين الأمتين ضمن دولة واحدة، بحيث تشكّل إحداهما أغلبية والأخرى أقلية، سيؤدي حتمًا إلى تنامي السخط ودمار أي نسيج اجتماعي قد تُبنى عليه حكومة هذه الدولة في نهاية المطاف». في لاهور، كرّرت الرابطة الإسلامية التزاماتها تجاه تأسيس دولة إسلامية مستقلة، تشمل السند وبنجاب وبلوشستان والمنطقة الحدودية في الشمال الغربي والبنغال، ومنح تلك الدولة «السيادة والاستقلال الذاتي الكاملين». وفّر القرار الحماية للأديان الأخرى غير الإسلامية. أُقرّ قرار لاهور، الذي جرت الموافقة عليه في جلسة لرئيس وزراء البنغال أبو القاسم فضل الحق، في الثالث والعشرين من شهر مارس عام 1940، وشكّلت مبادؤه أساس الدستور الأول لدولة باكستان.
اجتمع مؤتمر مسلمي آزاد لعموم الهند في دلهي، ردًا على قرار لاهور، في شهر أبريل عام 1940 تعبيرًا عن دعم الحاضرين للهند الموحدة. حضرت عدة منظمات إسلامية في الهند المؤتمر، بالإضافة إلى نحو 1400 مفوضٍ مسلمٍ مستقل.

### صيغة تشكرورتي راجاغوبلاشاري وبعثة مجلس الوزراء عام 1946
فشلت المحادثات بين جناح وغاندي عام 1944 في التوصل لاتفاقية

### الحرب العالمية الثانية
في الثالث من شهر سبتمبر عام 1939، أعلن رئيس الوزراء البريطاني نيفيل تشامبرلين بدء الحرب على ألمانيا. بعد فترة قصيرة، حذى الحاكم العام اللورد ليلنثغو حذوه وأعلن أن الهند أيضًا ستشن الحرب على ألمانيا. في عام 1939، استقال زعماء الكونغرس من جميع مناصبهم في حكومة الهند البريطانية التي تقلدوها سابقًا. احتفت رابطة المسلمين بنهاية الحكومة الهندية البريطانية التي يقودها الكونغرس، وأعلن جناح إعلانَه الشهير واصفًا اللحظة بـ «يوم الخلاص ورد الجميل». في مذكرة سرية وُجهت لرئيس الوزراء البريطاني، وافقت رابطة المسلمين على دعم الجهود الحربية للمملكة المتحدة -مقابل اعتراف البريطانيين بكون رابطة المسلمين هي المنظمة الوحيد التي تتحدث باسم مسلمي الهند.

## معرض صور

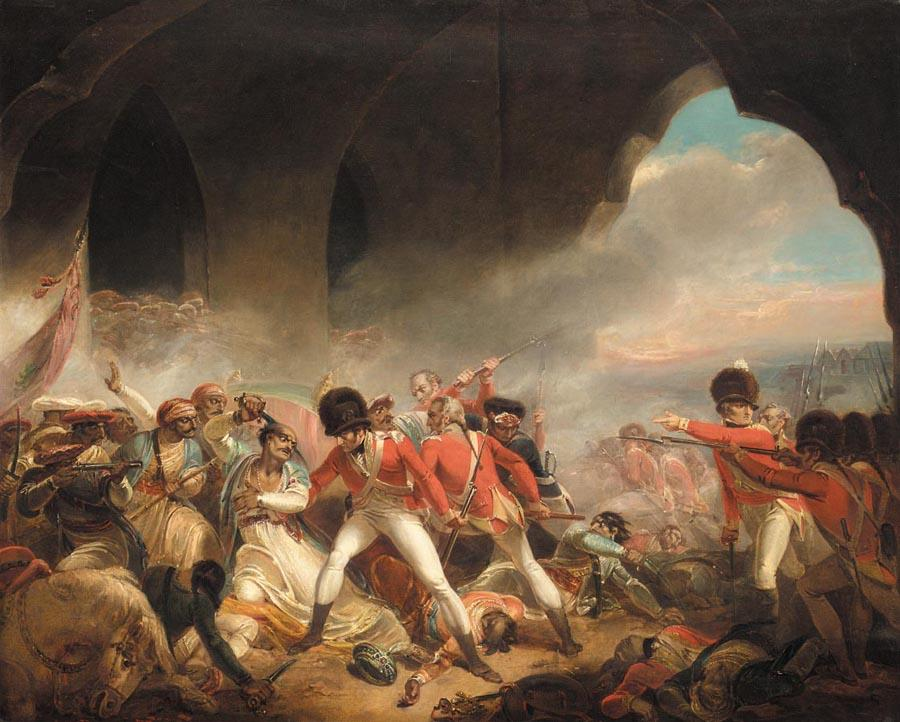
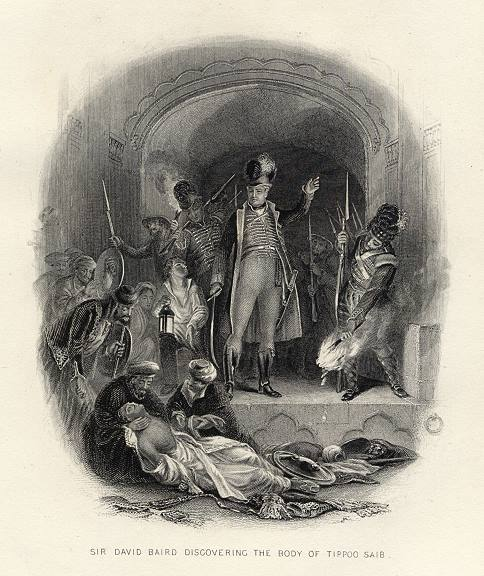
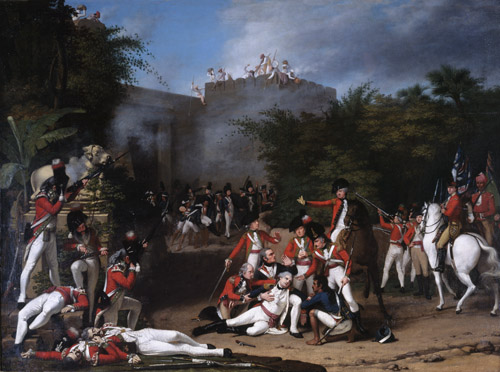
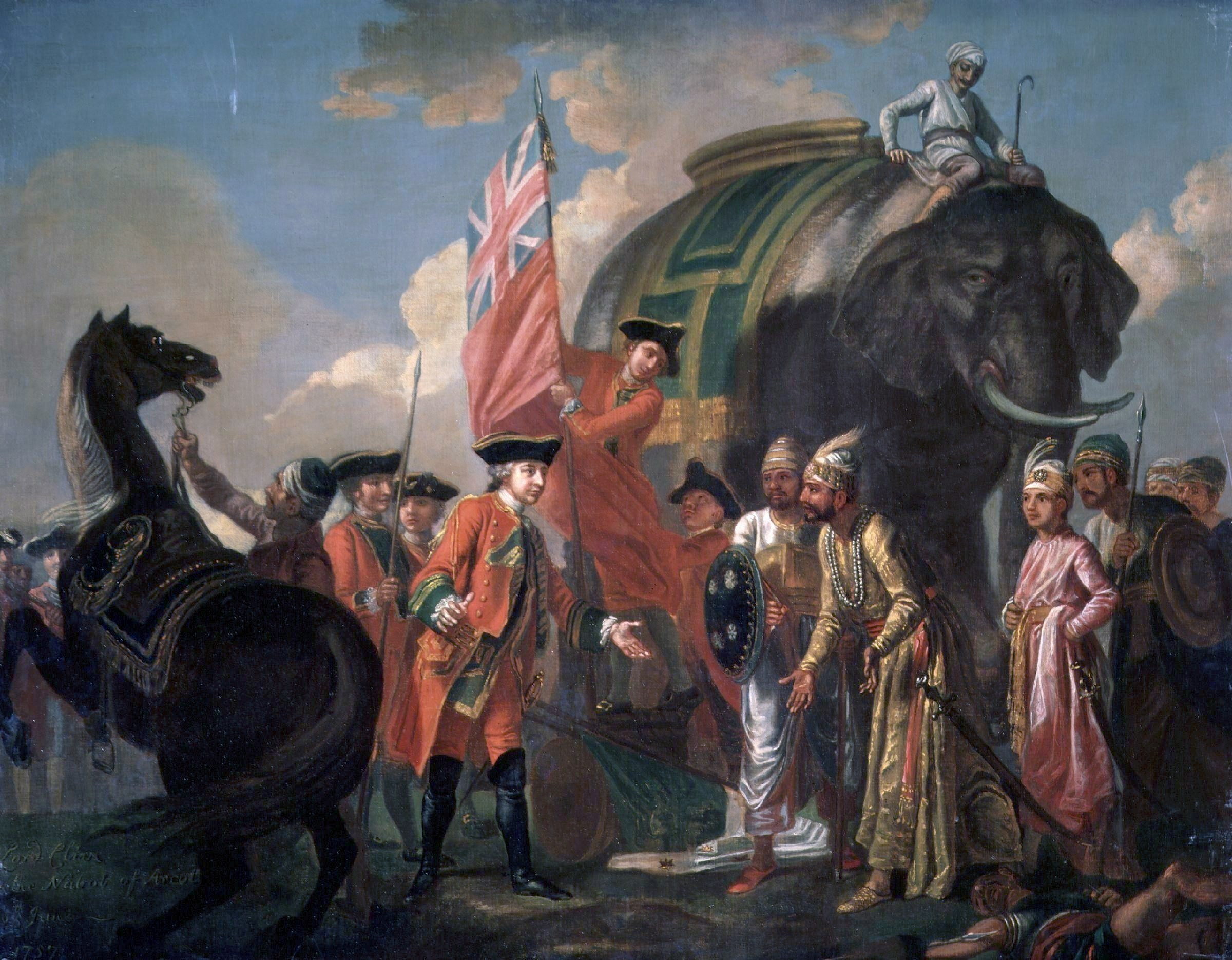